# Hemigrapsus nudus
Hemigrapsus nudus, também conhecido como caranguejo-roxo-da-costa no inglês ("purple-shore-crab") é um caranguejo comum da família Varunidae, nativo da costa oeste dos Estados Unidos, Canadá e México. Foi descrito pela primeira vez em 1847 pelo zoólogo Adam White e, em 1851, James Dwight Dana classificou formalmente a espécie. 
H. nudus é um caranguejo pequeno, semelhante física e comportamentalmente a Pachygrapsus crassipes e Hemigrapsus oregonensis. Geralmente apresenta coloração roxa escura com manchas verdes-oliva, vermelhas e brancas. A temporada de acasalamento começa no meio do inverno, e as larvas passam por cinco estágios zoeais e um estágio juvenil. 
Adultos alimentam-se principalmente de algas, mas ocasionalmente consomem outros animais. H. nudus prefere zonas entremarés e subtidais, sendo frequentemente encontrado abrigado sob rochas ou detritos. A espécie possui mecanismos compensatórios complexos para lidar com variações de salinidade e concentrações de oxigênio na água, permitindo sua sobrevivência em diversos ambientes.

## Taxonomia e descoberta
H. nudus é um caranguejo verdadeiro do gênero Hemigrapsus e da família Varunidae. A primeira documentação ocorreu em 1847, quando o zoólogo Adam White descreveu a espécie como Grapsus marmoratus, nome não aceito taxonomicamente e considerado um nomen nudum. A classificação correta foi feita por James Dwight Dana em 1851, como Pseudograpsus nudus, com Hemigrapsus como gênero principal. Dana também descreveu espécimes similares como Heterograpsus nudus, posteriormente considerado sinônimo. Em 1853, H. Milne Edwards descreveu a espécie como Heterograpsus marmoratus, nome taxonomicamente inválido. Outro sinônimo para H. nudus é Brachynotus nudus.

## Descrição
O corpo do caranguejo-roxo-da-costa é dividido em dois componentes principais: o cefalotórax e o abdômen. É um caranguejo pequeno, com largura de aproximadamente 4.0-5.6 cm e comprimento de cerca de 4.8 cm.  Sob o tórax, há cinco pares de apêndices torácicos e três pares de maxilípedes que se dobram ventralmente. Os pedúnculos oculares são angulados para fora. A boca é composta por seis pares de apêndices, incluindo um par de mandíbulas de cada lado, dois pares de maxilas e três pares de maxilípedes que cobrem as mandíbulas.
A carapaça dorsal é plana, lisa e tem formato quadrado. As margens anterolaterais são arredondadas, sem linhas transversais. A carapaça é geralmente roxa escura, podendo ser verde-oliva ou vermelha, com marcas brancas ou cremes. As pernas seguem a cor da carapaça, mas as quelas com pontas brancas têm manchas roxas ou vermelhas, permitindo distinguir H. nudus da espécie Pachygrapsus crassipes, cujas quelas não possuem manchas. Além disso, H. nudus é menos agressivo e mais lento que os caranguejos do gênero Pachygrapsus. Embora raro, colorações totalmente brancas ou amarelas foram observadas no gênero Hemigrapsus. As quelas são lisas, de tamanho igual e curvadas para dentro. As pernas de H. nudus não possuem pêlos, diferentemente de H. oregonensis e P. crassipes.
H. nudus exibe dimorfismo sexual de tamanho, com fêmeas geralmente menores que os machos. A carapaça dos machos pode atingir 5.6 cm de largura, enquanto a das fêmeas chega a 3.3 cm. O abdômen dos machos é estreito e triangular, com o esterno exposto, enquanto o das fêmeas é largo e em forma de aba, cobrindo completamente o esterno. As quelas dos machos têm uma região central coberta por pelos finos e longos, ausentes nas fêmeas.

## Ciclo de vida

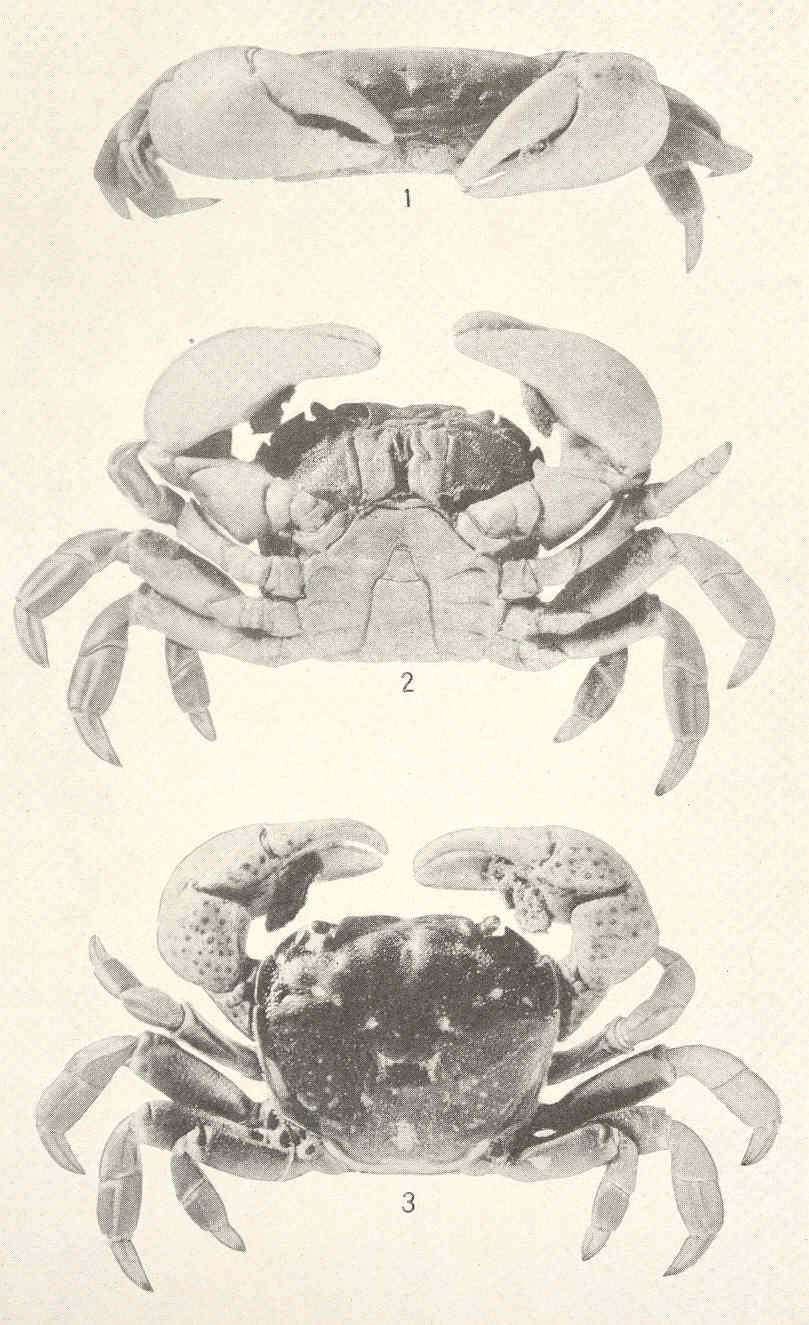
Fotografias com vistas frontal (1), inferior (2) e superior (3) do caranguejo-roxo-da-costa (Hemigrapsus nudus).

O acasalamento de H. nudus ocorre entre dezembro e janeiro. O processo é semelhante ao das espécies do gênero Pachygrapsus, exceto pelo fato de que Pachygrapsus se reproduz no verão. Durante o acasalamento, o macho segura a fêmea pelas quelas e a guia com suas pernas ambulatórias, usando seu primeiro par de pernas para transferir espermatozoides.
As fêmeas tornam-se grávidas (portadoras de ovos) de janeiro a meados de julho, com pico em abril. Em Puget Sound, Washington, cerca de 70% das fêmeas carregam ovos fertilizados no final de janeiro, e 99% em abril. As fêmeas depositam entre 400 e 36.000 ovos anualmente, com segundas ninhadas sendo raras.
Os embriões começam com 380 μm de tamanho e crescem até 450 μm antes da eclosão, que ocorre entre maio e julho, dependendo da temperatura da água. Na baía de Monterey, na Califórnia, a eclosão ocorre de outubro a maio; na Colúmbia Britânica, no Canadá, de abril a maio; e em Friday Harbor, em Washington, em julho. Após a eclosão, os caranguejos passam por cinco estágios zoeais e um estágio pós-larval antes de atingirem o estágio juvenil.
As larvas de H. nudus no primeiro estágio zoeal possuem projeções laterais nos segundo e terceiro segmentos abdominais. A zoé de primeiro estágio é planctotrófica (se alimenta de plâncton), com quatro espinhos e olhos compostos. O rostro e os espinhos distais têm o mesmo comprimento, mas os dois espinhos dorsais são mais curtos. O exoesqueleto mede 1.2 mm. 
As zoés de H. nudus diferem das de H. oregonensis e P. crassipes no tamanho do corpo e dos olhos. Durante a transição para o próximo estágio, as zoés passam por uma muda. Os juvenis de H. nudus apresentam uma depressão rasa na carapaça frontal, espinhos arredondados, olhos maiores e dáctilos curtos e achatados. Nesse estágio, os abdomens de machos e fêmeas são idênticos. O crescimento após o estágio juvenil ocorre por mudas. Antes da muda, a epiderme se separa da cutícula, acompanhada por um aumento na replicação celular epidérmica. Após a muda, a carapaça é mole e endurece gradualmente, com regeneração de membros previamente amputados.

## Ecologia

### Dieta e predação
H. nudus alimenta-se principalmente de alface-do-mar e outras algas verdes, ocasionalmente consumindo animais mortos. Especificamente, consome diatomáceas, desmídias e pequenas algas do gênero Ulva. Obtém algas raspando-as de rochas com suas quelas. Quando pratica necrofagia, consome anfípodes, lesmas do mar e ovos de Nucella emarginata. Littorina scutulata, uma espécie de lesma do mar, também é predada por H. nudus e usa pistas químicas para evitar os caranguejos, detectando exsudatos do caranguejo e de suas presas.
Predadores de H. nudus incluem gaivotas, aves marinhas, patos-marinhos, anêmonas do gênero Anthopleura, caranguejos maiores, e espécies de peixes marinhos como Leptocottus armatus e Oligocottus maculosus. O molusco Nucella lamellosa é atraído pelo odor de H. nudus, mas não o preda. Portunion conformis parasita a cavidade perivisceral do caranguejo. Além disso, os ovos de H. nudus são vulneráveis ao parasitismo por Carcinonemertes epialti.

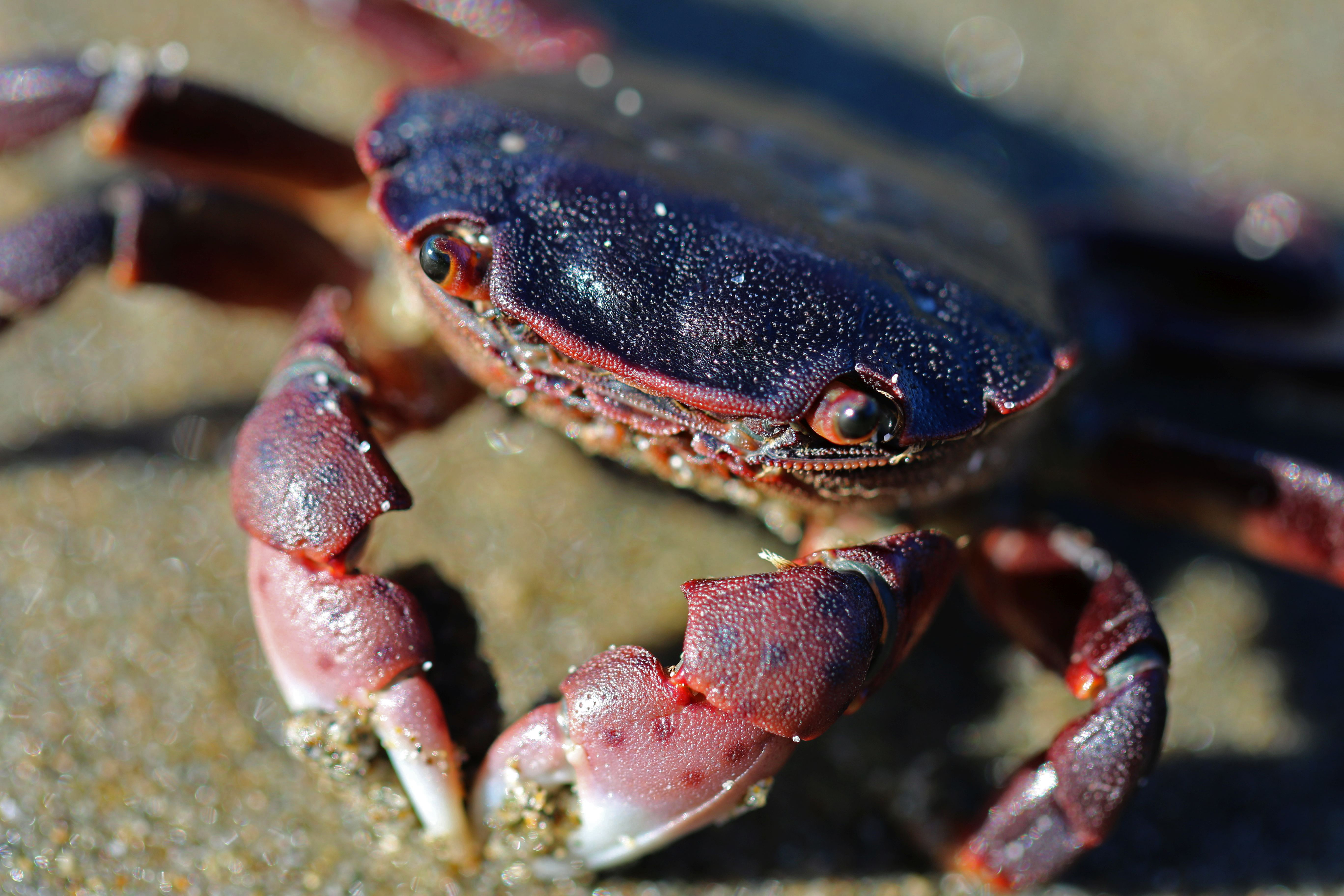
Imagem frontal de um caranguejo Hemigrapsus nudus.

### Distribuição e habitat
A espécie é comumente encontrada abrigada sob rochas e algas nas regiões entremarés e subtidais da costa oeste da América do Norte. Sua distribuição vai do Alasca à Baixa California, no México, sendo rara ao sul de Morro Bay, Califórnia. Prefere costas rochosas semi-protegidas e protegidas e baías, mas também pode ser encontrada em poças de maré, águas rápidas e sob grandes rochas. Menos comumente, é encontrado sob pedaços de madeira na costa ou em sapais.
Apesar do aumento da poluição por resíduos plásticos nas zonas entremarés, H. nudus ainda evita abrigos de plástico, vidro e isopor, preferindo abrigos naturais, embora já tenha sido observado em superfícies de tinta acrílica. Diferentemente de outras espécies do gênero, H. nudus não vive em tocas. Tolera temperaturas de até 33.6 ºC, mas prefere ambientes mais frios, evitando temperaturas acima de 26.9 ºC e preferindo água a 17 ºC.

### Comportamento
H. nudus é comumente encontrado junto com H. oregonensis. Diferentemente de outras espécies de caranguejos da costa, H. nudus se movimenta lentamente e frequentemente se finge de morto. A espécie apresenta hábito mais noturno. 
Os caranguejos machos e fêmeas geralmente apresentam comportamentos de defesa diferentes; os machos costumam lutar quando perturbados, enquanto as fêmeas se autotomizam e fogem. Diferentes sexos também apresentam diferentes padrões de autotomia, com machos e fêmeas geralmente sem pelo menos um dos membros. H. nudus se envolve em termorregulação comportamental entrando e saindo da água.

## Fisiologia

### Osmorregulação
H. nudus é uma espécie osmorreguladora, tolerando ambientes hiperosmóticos e hipoosmóticos. É mais tolerante a mudanças de salinidade que outras espécies de Hemigrapsus e é resistente à desidratação. Isso permite habitar água do mar, água salobra e marismas, com tolerância a baixas salinidades dependente da temperatura da água. A osmorregulação é realizada pela regulação intensa de Na K-ATPase nas brânquias, com as brânquias posteriores desempenhando a maior parte do processo, aumentando a atividade de filtração com o aumento da salinidade.

### Respiração

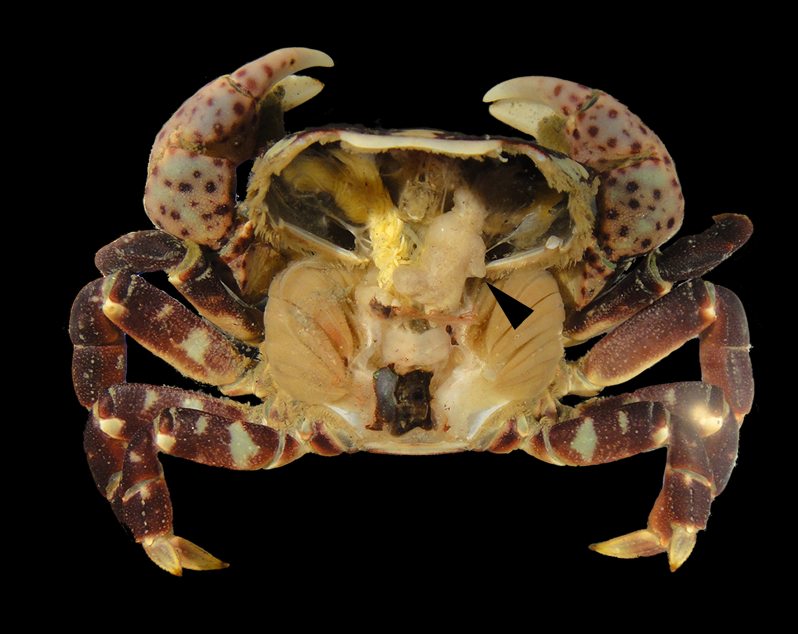
Carapaça removida, mostrando as brânquias internas de um caranguejo Hemigrapsus nudus.

H. nudus apresenta hábitos de anfíbios, sobrevivendo em ambientes aquáticos e fora da água. Pode permanecer fora da água por até 8 horas, praticando hiperventilação antes de emergir para aumentar as concentrações de O₂ na hemolinfa.
Em condições de hipóxia, realiza alcalose metabólica rápida para compensar, diferentemente da maioria dos crustáceos. Tolera níveis de pH na hemolinfa de 8,19, indicando uma resposta evolutiva. Em concentrações de oxigênio tão baixas quanto 10 mmHg PO₂, a espécie aumenta o débito cardíaco sem hiperventilar ou aumentar a frequência cardíaca, utilizando maior afinidade de hemocianina por O₂ e maior concentração de urato. 
Em condições normais de oxigênio, depende principalmente de O₂ arterial dissolvido, mas em ambientes de baixo oxigênio, passa a depender da hemocianina. Também limita o uso de urato oxidase de forma dependente da temperatura, reduzindo o consumo de oxigênio. Essas adaptações indicam um forte impulso evolutivo para sobreviver em águas hipóxicas e têm sido usadas para contestar a teoria de que os crustáceos desenvolveram a respiração aérea como um meio de evitar a hipóxia.

### Metabolismo
H. nudus digere glicose, galactose, fucose, maltose, maltotriose e maltotetraose, com metabolismo semelhante ao de outros caranguejos. A espécie não  consegue digerir trealose, preferindo glicoproteínas solúveis em ácido. Metabólitos derivados de maltose são uma das principais fontes de energia. A glicose-6-fosfato, derivada da maltose, atua como intermediária na formação de oligossacarídeos de maltose, usados na síntese de glicogênio. Os níveis de glicose são amplamente independentes da dieta ou sazonalidade, pois pode ser sintetizada a partir de maltose circulante ou degradação de glicogênio. A glicose é usada pela glândula digestiva na síntese de quitina antes da muda.